# حكايات من الجانب المظلم: الفلم
حكايات من الجانب المظلم: الفيلم (بالإنجليزية: Tales from the Darkside: The Movie) هو فيلم رعب وفيلم مختارات تم إنتاجه في الولايات المتحدة وصدر سنة 1990، بطولة ديبي هاري، ماثيو لورانس، ستيف بوشيمي.

## القصة
يحكي صبي صغير ثلاث قصص لساحرة شريرة ترغب في أكله، القصة الأولى حول مومياء تطارد الطلبة، والثانية حول قطة من الجحيم تتسبب في العديد من الجرائم والثالثة حول رجل يشهد على جريمة قتل غريبة ويسعى لالتزام الصمت حولها.

## الميزانية والإيرادات
كلف الفيلم 3.5 مليون دولار وحقق أرباحاً تقدر بـ 16.3 مليون دولار.

## وصلات خارجية
مقالات تستعمل روابط فنية بلا صلة مع ويكي بيانات